# Flughafen Elazığ

i8
i11
i13
Der Flughafen Elazığ (türkisch Elazığ Havalimanı, IATA-Code: EZS, ICAO-Code: LTCA) ist ein türkischer Flughafen im Landesinneren in der Nähe der namensgebenden Stadt Elazığ. 

## Geschichte
1938 wurde mit dem Bau eines Militärflughafens begonnen und zwischen 1940 und 1942 wurde er fertiggestellt. 1960 wurde der Flughafen für die zivile Luftfahrt freigegeben. Mit dem Anwachsen des Luftverkehrs wurde der Flughafen in den letzten Jahren ausgebaut und modernisiert. Seit 2009 ist der Flughafen Elazığ für ausländische Flüge geöffnet worden.